# Funicular de Sant Joan
| Strecke der Bahn vom Kloster aus gesehen                                                                         |                     |             |             |
| Streckenlänge:                                                                                                   | 0,503 km            |             |             |
| Spurweite: | 1000 mm (Meterspur) |             |             |
| Maximale Neigung:                                                                                                | 652 ‰               |             |             |
| Streckengeschwindigkeit:                                                                                         | 5,4 km/h            |             |             |
| |                     |             |             |
| \| \| 0,503 \| Bergstation \| Bergstation \| \| \| \| Ausweiche \| \| \| \| 0,000 \| Talstation \| Talstation \| |                     |             |             |
| Haltepunkt / Haltestelle Streckenanfang                                                                          | 0,503               | Bergstation | Bergstation |
| |                     | Ausweiche   |             |
| Haltepunkt / Haltestelle Streckenende                                                                            | 0,000               | Talstation  | Talstation  |

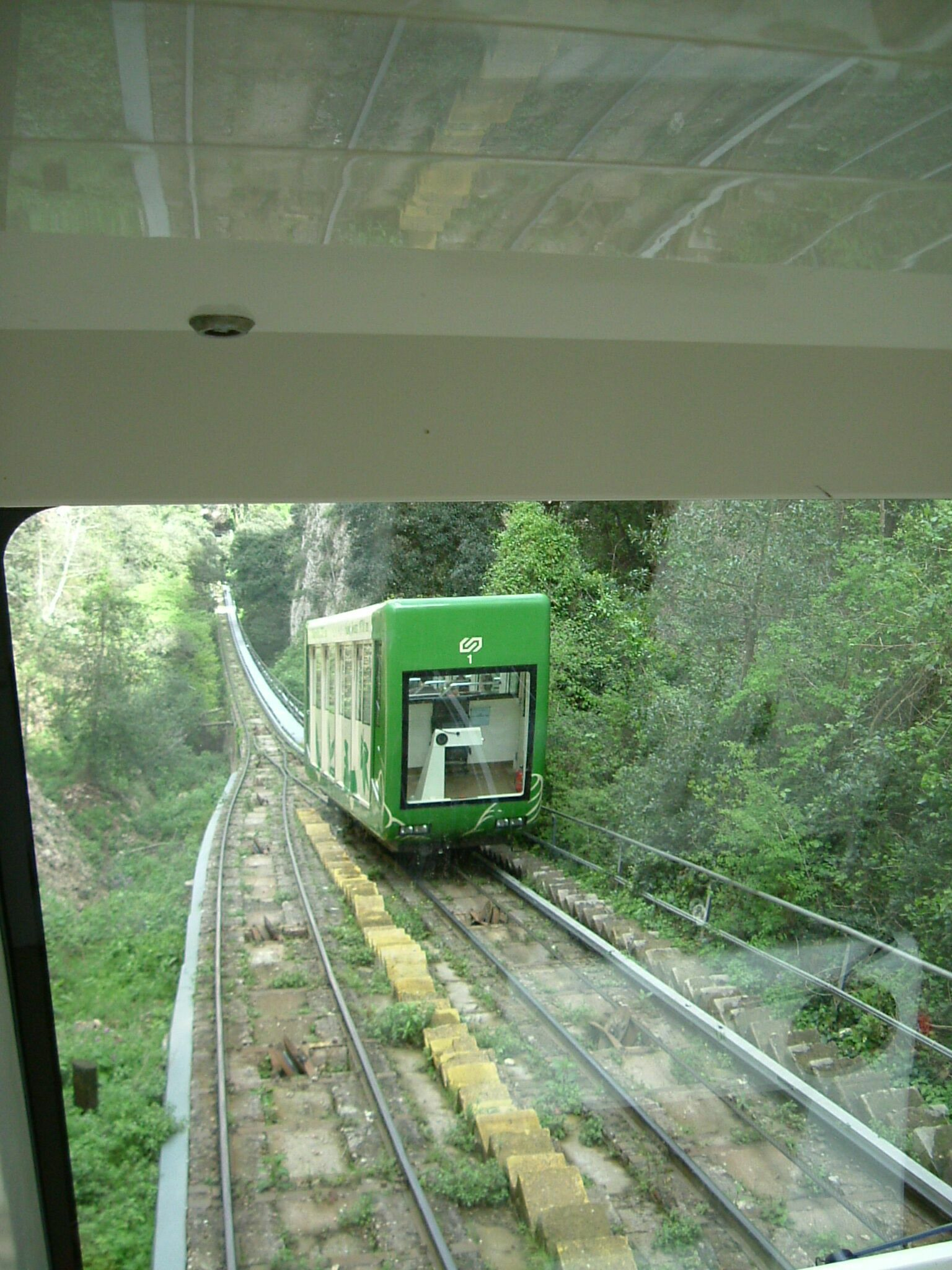
Personenwagen der Bahn

Der Funicular de Sant Joan (deutsch Standseilbahn Sant Joan) ist eine Standseilbahn auf den Montserrat in der Nähe von Barcelona in Katalonien, Spanien.

## Geschichte
Die Strecke wurde 1918 von Von Roll gebaut und gehörte der Ferrocarrils de Muntanya de Grans Pendents (FMGP), einem Unternehmen, das auch die Funicular de la Santa Cova erbauen ließ. 1926 erfolgte ein Umbau, bei dem die Spurweite verbreitert wurde. Dazu wurden neue Personenwagen mit größerer Kapazität beschafft. 1986 übernahm die  Ferrocarrils de la Generalitat de Catalunya die Strecke, die sie 1997 modernisiert und mit neuen Panoramawagen mit durchsichtigen Dächern ausstattete.
Die Strecke verbindet das Kloster Montserrat und die Bergstation der Cremallera de Montserrat mit höher auf dem Berg liegenden christlichen Stätten, Wanderwegen und Aussichtspunkten. Mit einer maximalen Steigung von 65 % ist sie die steilste Standseilbahn in Spanien.

## Technische Parameter
Die Standseilbahn hat folgende technische Parameter:
- Länge: 503 m
- Höhenunterschied: 248 m
- Talstation: 722 m
- Bergstation: 970 m
- Drahtseildurchmesser: 38 mm
- Personenwagen: 2
- Kapazität: 48 Fahrgäste je Personenwagen
- Streckenführung: eingleisig mit Ausweiche
- Fahrzeit: sechs Minuten

## Betreiber
Betreiber der Strecke ist die Ferrocarrils de la Generalitat de Catalunya oder kurz FGC. Sie ist eine katalanische Eisenbahn-Gesellschaft, die in Barcelona und Katalonien ein Netz von elektrifizierten Vorortlinien betreibt. Das Netz besteht aus 140 km Schmalspurstrecken, 42 km Normalspurstrecken, 89 km Breitspurstrecken und zwei Zahnradbahnen.
FGC betreibt am Montserrat die Zahnradbahn Cremallera de Montserrat sowie die Standseilbahn Funicular de la Santa Cova.